# Brigdamme
Brigdamme est un hameau appartenant à la commune néerlandaise de Middelbourg, situé dans la province de la Zélande. Le 1er janvier 2007, le village comptait 580 habitants. Il est situé sur Walcheren sur la route reliant Middelbourg à Sint-Laurens.
Brigdamme est resté une commune indépendante jusqu'en 1816. À cette date, la commune est rattachée à Sint-Laurens.